# ورینس
ورینس (به فرانسوی: Varrains) یک کمون در فرانسه است که در Canton of Saumur-Sud واقع شده‌است.

## خصوصیات
ورینس ۳٫۴ کیلومترمربع مساحت و ۱٬۱۴۶ نفر جمعیت دارد و ۳۹ متر بالاتر از سطح دریا واقع شده‌است.